# Hémospermie
 Mise en garde médicale
L’hémospermie, ou hématospermie, est la présence de sang dans le sperme. Il s'agit d'un phénomène le plus souvent sans gravité, sans cause identifiée la plupart du temps, parfois causé par une prostatite subaiguë.
Le sang est le plus souvent remarqué dans le sperme juste après l'éjaculation. Le sperme peut être rosé ou rouge, voire brunâtre si l'hémorragie est ancienne. Quel que soit l'aspect du saignement, son origine est la même et doit être recherchée au niveau des vésicules séminales ou de la prostate.

## Diagnostic différentiel
Il ne faut pas confondre une hémospermie avec :
- une hématurie observée lors de la miction suivant l'éjaculation ;
- une urétrorragie, c'est-à-dire un saignement provenant de l'urètre et s'écoulant par le méat urétral en dehors de toute miction et de toute éjaculation ;
- un sperme revenant mêlé de sang après un rapport ; dans ce cas, le saignement peut être généré chez le/la partenaire. Il faut toujours soit examiner le/la partenaire, soit demander au patient d'observer si l'hémospermie est toujours présente après une masturbation ou un rapport protégé ;
- un sperme d'aspect sale, trouble et purulent.

## Examens complémentaires
Certains examens peuvent être pratiqués afin d'orienter le diagnostic étiologique :
- l'examen cytobactériologique des urines (ECBU) permet de rechercher la présence de germes dans les urines et de diagnostiquer une prostatite ;
- la spermoculture n'est pas un examen de première intention et n'est faite que si une infection est suspectée et qu'elle a résisté à un premier traitement. On trouve fréquemment des germes isolés sans infection véritable, seule la présence de germes et de leucocytes altérés dans un contexte de prostatite est évocateur d'infection ;
- l'échographie endorectale permet de visualiser la prostate et les vésicules séminales, mais le toucher rectal apprécie aussi bien l'état de la prostate.

## Causes
- L'hémospermie idiopathique, c'est-à-dire sans aucune cause précise retrouvée, est la cause la plus fréquente ; bénigne, elle peut persister des mois comme cesser spontanément. Elle pourrait être due à la rupture sans gravité de petits vaisseaux sanguins dans les vésicules séminales.
- Prostatite subaiguë, le plus souvent dues à Chlamydiae. Ce germe peut être identifié par l'analyse au laboratoire du 1er jet urinaire (lors de l'ECBU ,en précisant recherche de chlamydiae sur le 1er jet urinaire). Le traitement antibiotique sera alors adapté au mieux au germe décelé, ce qui permettra de dépister et traiter éventuellement le(s) partenaire(s).
- Les infections sexuellement transmissibles peuvent en être la cause[1]. Elle peut compliquer une intervention urologique.
- On retrouve parfois une faible quantité de sang dans le sperme lors de la ou des premières éjaculations suivant une vasectomie.
- Causes plus rares voire exceptionnelles : adénome de la prostate, cancer de la prostate[2], cancer d'une vésicule séminale.

## Conséquences
Une hémospermie n'est pas responsable directement d'une stérilité.

## Prise en charge
Avant 40 ans, les causes sont essentiellement infectieuses et bénignes, ne nécessitant pas de recours à un spécialiste en urologie. Après cet âge, si elle est récidivante de manière prolongée, un avis spécialisé est souhaitable.